# Bankekind
För andra betydelser, se Bankekind (olika betydelser).
Bankekind är en tätort i Linköpings kommun och kyrkby i Bankekinds socken. Den ligger vid sidan av riksväg 35 i kommunens östra del, nära Svinstadsjöns norra ände. 

## Historia
Orten, socknen och församlingen hette fram till 1904 Svinstad.

### Befolkningsutveckling
| Befolkningsutvecklingen i Bankekind 1970–2020 | Befolkningsutvecklingen i Bankekind 1970–2020 | Befolkningsutvecklingen i Bankekind 1970–2020 | Befolkningsutvecklingen i Bankekind 1970–2020 | Befolkningsutvecklingen i Bankekind 1970–2020 |
| --------------------------------------------- | --------------------------------------------- | --------------------------------------------- | --------------------------------------------- | --------------------------------------------- |
|                                               |                                               |                                               |                                               |                                               |
| År                                            |                                               |                                               | Folkmängd                                     | Areal (ha)                                    |
| 1970                                          | 1970                                          |                                               | 292                                           |                                               |
| 1975                                          | 1975                                          |                                               | 315                                           |                                               |
| 1980                                          | 1980                                          |                                               | 285                                           |                                               |
| 1990                                          | 1990                                          |                                               | 352                                           | 25                                            |
| 1995                                          | 1995                                          |                                               | 348                                           | 25                                            |
| 2000                                          | 2000                                          |                                               | 323                                           | 25                                            |
| 2005                                          | 2005                                          |                                               | 390                                           | 28                                            |
| 2010                                          | 2010                                          |                                               | 405                                           | 30                                            |
| 2015                                          | 2015                                          |                                               | 437                                           | 57                                            |
| 2020                                          | 2020                                          |                                               | 495                                           | 48                                            |
| Anm.: Ny tätort 1970                          |                                               |                                               |                                               |                                               |

## Samhället
I Bankekind ligger Bankekinds kyrka. På orten finns också bland annat förskola och skola årskurs 1-3.